# Avenue Joseph Chaudron
L'avenue Joseph Chaudron est une rue bruxelloise de la commune d'Auderghem qui monte de la station de métro Herrmann-Debroux jusqu'au Transvaal sur une longueur de 480 mètres. La numérotation des habitations va de 19 à 113 pour le côté impair et de 18 à 118 pour le côté pair.

## Historique et description
À la fin du XIXe siècle, Joseph Chaudron possédait pratiquement la plus grande partie des terrains situés entre les actuelles avenue Herrmann-Debroux, chaussée de Wavre, rue Albert Meunier, et les actuels cimetière d'Auderghem et boulevard du Souverain. 
L'avenue Chaudron, tracée en 1925, traverse les anciennes propriétés du quatrième bourgmestre d'Auderghem dont le château était situé à hauteur du square du Sacré-Cœur actuel.
En 1927, l'avenue fut raccourcie pour permettre d'aménager le square du Sacré-Cœur.

### Origine du nom
Elle porte le nom de Joseph Chaudron (1822-1905) qui fut bourgmestre d'Auderghem de 1886 à 1896.

## Situation et accès
| ___ | Ce site est desservi par la station de métro : Herrmann-Debroux. |

## Inventaire régional des biens remarquables
- Premier permis de bâtir délivré le 14 novembre 1929 pour le no 100.